# Ферментация
Ферментация — биохимическая переработка органических веществ (сырья или продукта) при помощи ферментов (белковых катализаторов) или под воздействием микроорганизмов. Прикладная наука, изучающая процесс ферментации и его практическое применение, называется зимологией.
Ферменты могут вырабатываться микроорганизмами или содержаться в самом сырье (например, в случае ферментации чайных листьев). В случае анаэробной переработки органических веществ с микроорганизмами ферментация называется брожением (частный случай ферментации). Ферментация предполагает также переработку веществ отдельными ферментами и ферментными комплексами. Ферментация может быть как анаэробной, так и аэробной.
Исторически наиболее древняя методика использования ферментации — пивоварение. Зёрна злаков содержат нерастворимый трудноусваиваемый крахмал. Это делает зёрна защищёнными против многих бактерий в течение очень большого срока, но в то же время крахмал недоступен и самому ростку. Но растущий росток вырабатывает ферменты, превращающие крахмал в легко растворимую и усваиваемую глюкозу. В пивоварении специально проращивают зёрна и в оптимальный момент приготовления солода, когда концентрация фермента высокая, росток убивают нагревом. Фермент продолжает превращать крахмал в сахар, который используется для дальнейшего брожения. Таким ферментом является амилаза, превращающая крахмал в мальтозу. Амилаза содержится также в слюне, благодаря чему долго пережёвываемый рис или картофель получает сладковатый привкус.
Другие старинные способы ферментации — винификация (центральное звено в процессе виноделия) и сыроделие. Для свёртывания молока используют различные пепсины, в старину — только сычужный фермент, позднее — разные аналоги, коагулирующие основной белок молока — казеин.